# Kaiserslauterer Hütte
Die Kaiserslauterer Hütte ist eine Selbstversorgerhütte der Sektion Kaiserslautern des Deutschen Alpenvereins (DAV). Sie liegt im Wasgau und ist ausschließlich für Mitglieder der Sektion Kaiserslautern zugänglich.

## Geschichte
Die Sektion Kaiserslautern wurde am 18. Januar 1893 in Kaiserslautern als Sektion Kaiserslautern des Deutschen und Österreichischen Alpenvereins (DuOeAV) gegründet. Am 24. Januar 1893 kam die Bestätigung vom Deutschen Alpenverein, der damals seinen Sitz in Berlin hatte, dass die Sektion aufgenommen sei. Nach der Gründung der Sektion stand bald auch der Bau einer Hütte obenan, vier Jahre danach wurde schon eine Hüttenkasse eingerichtet. 1898 wurde bereits ein Hüttenwart gewählt. Aber es vergingen noch Jahrzehnte, bis dieses Ziel verwirklicht werden konnte. Erst 1962 stand der Hüttenbau auf der Tagesordnung einer Mitgliederversammlung. Die Grundstücke auf dem Rauhberg wurden 1965 erworben. Es vergingen noch einmal vier Jahre, bis am 9. September 1969 die Grundsteinlegung und im Mai 1970 das Richtfest gefeiert werden konnte. Am 16. Mai 1971 wurde die Sektionshütte in Anwesenheit des damaligen Kaiserslauterer Oberbürgermeisters Hans Jung ihrer Bestimmung übergeben. Eine Wasserleitung wurde 1972 und ein elektrischer Anschluss 1985 installiert.

## Lage
Die Kaiserslauterer Hütte liegt zwischen der Stadt Dahn und der Ortsgemeinde Bruchweiler-Bärenbach im Landkreis Südwestpfalz in Rheinland-Pfalz auf der Gemarkung von Dahn. Sie befindet sich am Ende des westlichen Felsbandes des Rauhbergs direkt unterhalb des Bruchweiler Rauhfelsens.

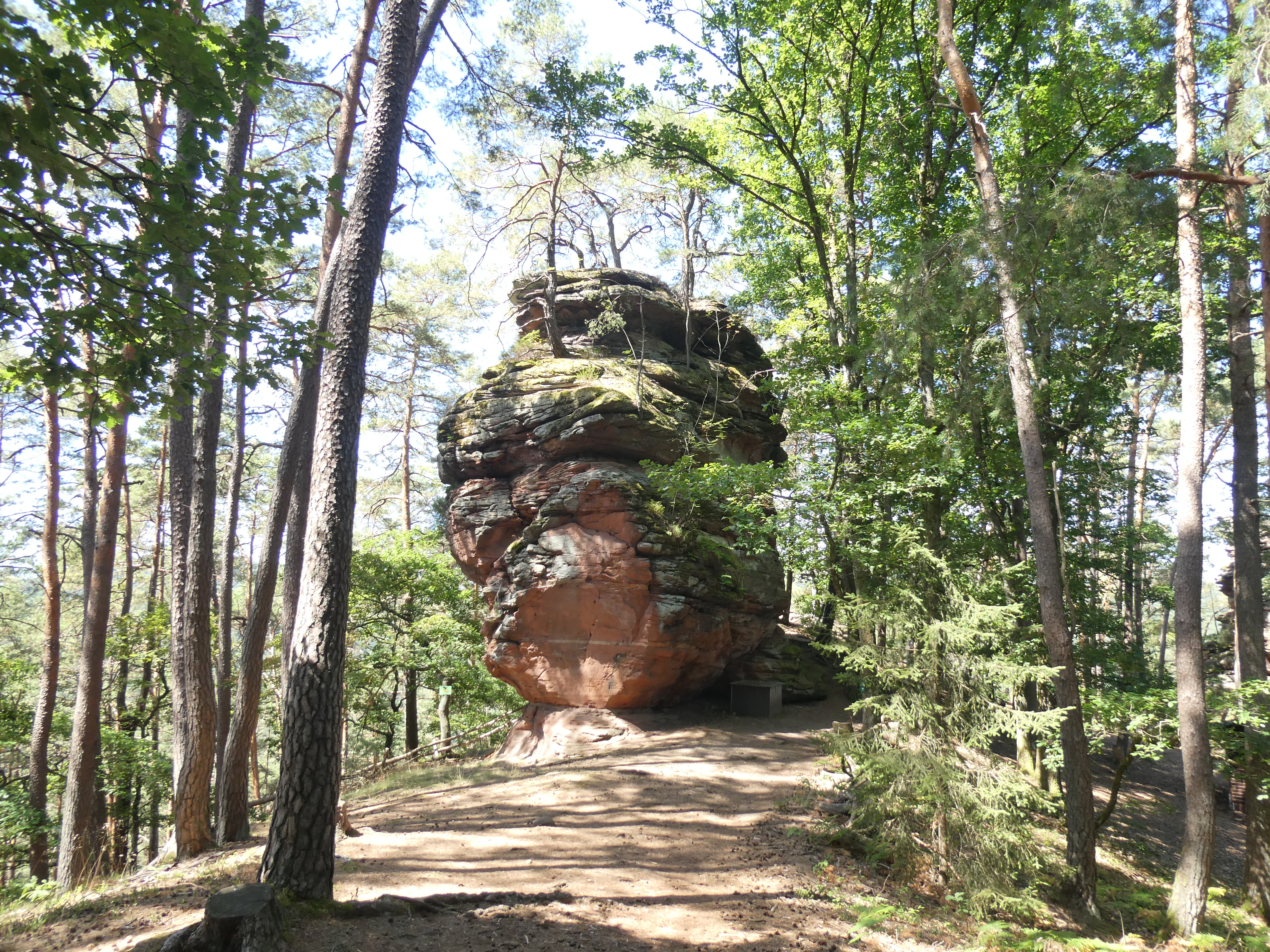
Bruchweiler Rauhfelsen
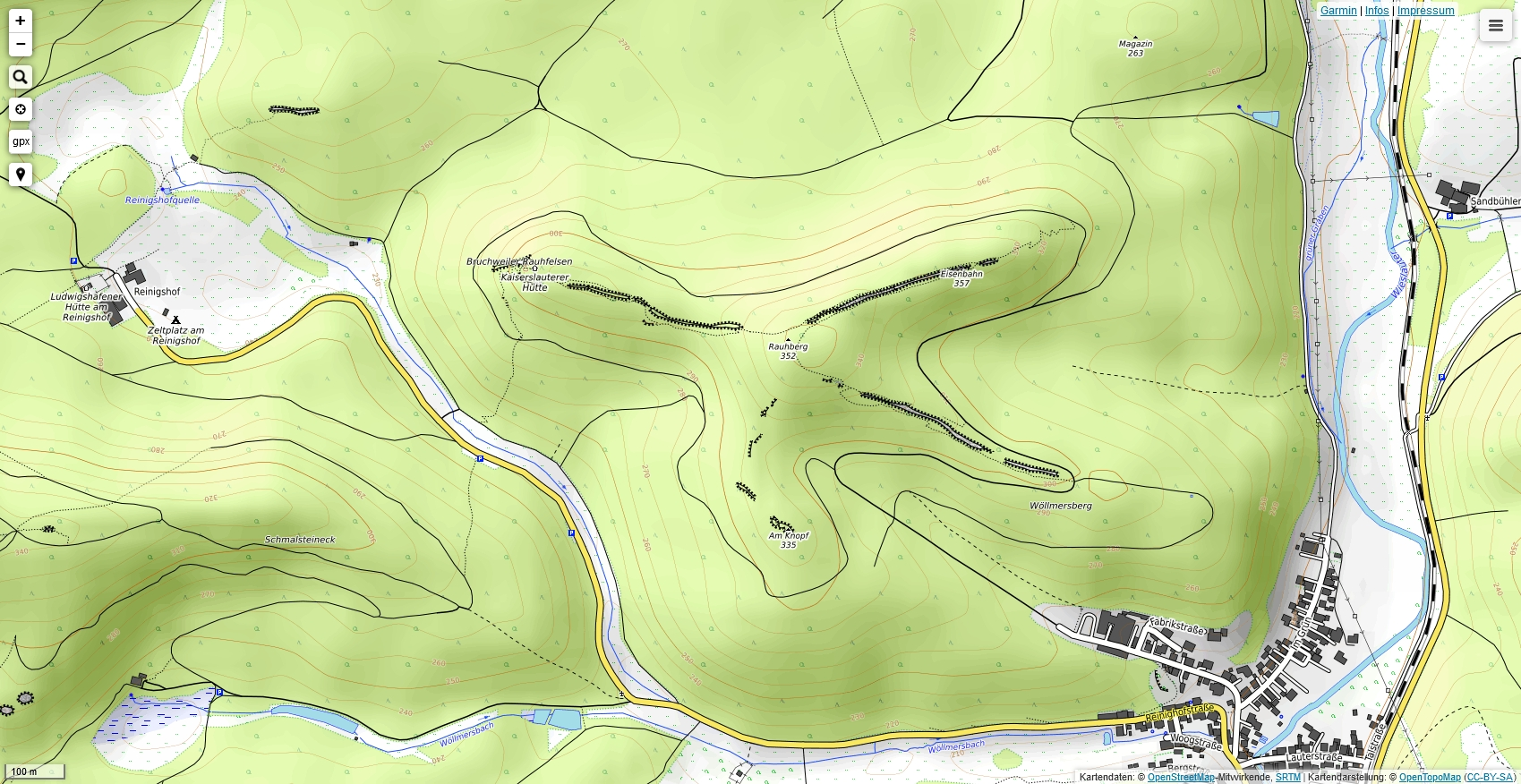
Lage am Rauhberg

## Zustieg
- An der Fahrstraße zum Reinigshof existiert ein Parkplatz unterhalb der Hütte, von dem diese in etwa 20 Minuten zu Fuß erreicht werden kann.

## Hütten in der Nähe
- Ludwigshafener Hütte, Selbstversorgerhütte, Wasgau (273 m)
- Rudolf-Keller-Haus, bewirtschaftete Hütte, Wasgau (400 m).[3]
- Hütte am Schmalstein des Pfälzerwald-Vereins, bewirtschaftete Hütte, Wasgau (225 m)

## Tourenmöglichkeiten
- Napoleonfels-Tour Bruchweiler-Bärenbach, Wanderung, Pfalz, 12,7 km, 3,5 Std.
- Napoleon-Steig, Wanderung, Dahner Felsenland, 11,4 km, 5 Std.
- Kaiser Tour - Dahn – extended, Wanderung, Pfalz, 12,5 km, 3,4 Std.
- Bruchweiler - Die kurze Variante des Napoleon-Steig, Wanderung, Pfalz, 9,6 km, 3 Std.
- Dahn - Büttelfelsen, Lämmerfels, Napoleonsfels und Hütte am Schmalstein, Wanderung, Pfalz, 11,9 km, 3,4 Std.
- Napoleon-Steig Premiumwanderweg, Bruchweiler-Bärenbach (Pfalz), Variante, Wanderung, Pfalz, 10,7 km, 3,2 Std.[4]

## Klettermöglichkeiten
- Klettern im Dahner Felsenland[5]
- Klettergebiet Pfälzer Wald

## Skifahren
- Skigebiete in Rheinland-Pfalz.[6]

## Karten
- Kompass Karten 826 Pfalz, Naturpark Pfälzerwald: 2 Wanderkarten 1:50.000 im Set inklusive Karte zur offline Verwendung in der KOMPASS-App. Fahrradfahren. ISBN 978-3991210757
- Pfälzerwald 7: Wanderkarte mit Radwegen, Blatt 40-544, 1:25.000, Dahn, Fischbach b.D., Hinterweidenthal, Lemberg, Ludwigswinkel, Pirmasens. ISBN 978-3960991090
- Naturpark Pfälzerwald / Östlicher Wasgau mit Bad Bergzabern Blatt 8: Naturparkkarte 1:25.000 mit Wander- und Radwanderwegen: Rheinland-Pfalz, Landkarte – Gefaltete Karte. ISBN 978-3896374042
- Naturpark Pfälzerwald / Westlicher Wasgau mit Dahn Blatt 7: Naturparkkarte 1:25.000 mit Wander- und Radwanderwegen: Rheinland-Pfalz, Landkarte – Gefaltete Karte. ISBN 978-3896374035